# Johann III Bernoulli
Johann III Bernoulli conosciuto anche come Jean III Bernoulli (Basilea, 4 novembre 1744 – Berlino, 13 luglio 1807) è stato un matematico svizzero, nipote di Johann Bernoulli, e figlio di Johann II Bernoulli.
Studiò a Basilea e Neuchâtel, e all'età di tredici anni conseguì il titolo di dottore in filosofia. All'età di diciannove anni venne nominato astronomo reale di Berlino. Qualche anno dopo, visitò la Germania, la Francia e l'Inghilterra, e successivamente l'Italia, la Russia e la Polonia. Al suo rientro a Berlino, venne nominato direttore del dipartimento di matematica dell'Accademia. I suoi scritti ebbero come temi cronache di viaggio, astronomia, geografia e matematica. Nel 1774 pubblicò una traduzione in francese degli Elementi di Algebra di Leonardo Eulero. Pubblicò diversi contributi per l'Accademia di Berlino. Fu uno degli ultimi membri della famiglia Bernoulli importanti per le scienze.